# Liochthonius perelegans
Liochthonius perelegans är en kvalsterart som beskrevs av Johann Wilhelm Karl Moritz 1976. Liochthonius perelegans ingår i släktet Liochthonius och familjen Brachychthoniidae. Inga underarter finns listade i Catalogue of Life.